# Telefonvorwahl (Taiwan)
Die Telefonvorwahlen der Republik China auf Taiwan umfassen zum einen die internationale Landesvorwahl Taiwans bzw. der Republik China (im Folgenden werden beide Begriffe synonym verwendet), sowie die regionalen Vorwahlen und die verschiedenen Mobilfunknummen. 

## Internationale Vorwahl

### Gespräche aus und nach Taiwan
Taiwan hat die internationale Vorwahl 886. Eine internationale Telefonwahlverbindung nach Taiwan hat den folgenden Aufbau: +886-<Gebietscode>-Rufnummer (zu den Gebietscodes siehe unten). Bei Auslandstelefonaten aus Taiwan wählt man gewöhnlich 002 + Vorwahl des Landes + Vorwahl der Stadt + Rufnummer (z. B. ein Anruf nach Berlin: 002-49-30-Rufnummer).

### Geschichte
Vor dem Jahr 1971 war 866 die internationale Telefonvorwahl der Republik China, die damals noch Mitglied der Vereinten Nationen war. Im Jahr 1971 wurde mit der Resolution 2758 der UN-Generalversammlung die Volksrepublik China in die Vereinten Nationen aufgenommen und im Gegenzug die Republik China aus diesen herausgedrängt. Die Volksrepublik China wurde dadurch auch Mitglied in der Internationalen Fernmeldeunion (ITU) – der UN-Behörde, die die internationalen Ländervorwahlen zuordnet. Die Volksrepublik machte dort ihren Einfluss geltend und erreichte, dass die Ländervorwahl 866 durch die ITU einer Region in der Volksrepublik China zugeordnet wurde. In der Folge hatte Taiwan für einige Jahre gar keine internationale Landesvorwahl und internationale Telefongespräche mussten relativ umständlich über direkte Verbindungen zwischen Telefonanbietern vermittelt werden.
Taiwanische Diplomaten wurden bei der ITU aktiv und erreichten (mit Zustimmung der Volksrepublik China), dass Taiwan die internationale Ländervorwahl 886 zugeteilt bekam. Die Ähnlichkeit zur Ländervorwahl 86 der Volksrepublik China war dabei sicher ebenfalls der Einflussnahme der Volksrepublik zuzuschreiben. Keine anderen zwei asiatischen Staaten haben derart ähnliche Ländervorwahlen. Die Ländervorwahl wurde als sogenannte „reservierte Nummer“ vergeben. Dies entsprach jedoch nicht den Wünschen der VR-chinesischen Diplomatie, die ihren Anspruch, dass Taiwan ein Teil der Volksrepublik sei, bestätigt sehen wollte. Auf Betreiben der VR China führte die ITU Taiwan ab dem Oktober 2006 nicht mehr unter der Rubrik „reservierte Nummern“ auf, sondern unter den Ländervorwahlen, und zwar unter der Bezeichnung „Taiwan, China“. Taiwan erhielt die Vorwahl 886 auf expliziten Antrag der Volksrepublik China.

## Regionale Bereichsvorwahlen
Innerhalb Taiwans kann zwischen Ortsgesprächen und Ferngesprächen unterschieden werden. Taiwan ist in 13 Nummernbereiche unterteilt. Ferngespräche sind Gespräche zwischen verschiedenen Nummerbereichen und benötigen eine Vorwahl, die mit einer Null beginnt, gefolgt von einem Gebietscode, der aus einer, zwei oder drei Ziffern besteht. Die folgende Tabelle zeigt die Ferngesprächs-Gebietscodes.
| Code | Verwaltungseinheiten                                                    |
| ---- | ----------------------------------------------------------------------- |
| 2    | Keelung, Taipeh, Neu-Taipeh                                             |
| 3    | Taoyuan, Hsinchu, Landkreis Hsinchu, Landkreis Yilan, Landkreis Hualien |
| 37   | Landkreis Miaoli                                                        |
| 4    | Taichung, Landkreis Changhua                                            |
| 49   | Landkreis Nantou                                                        |
| 5    | Landkreis Yunlin, Chiayi, Landkreis Chiayi                              |
| 6    | Tainan, Penghu                                                          |
| 7    | Kaohsiung (mit Dongsha- und Nansha-Inseln)                              |
| 8    | Landkreis Pingtung                                                      |
| 82   | Kinmen                                                                  |
| 89   | Landkreis Taitung                                                       |
| 826  | Wuqiu (Kinmen)                                                          |
| 836  | Matsu                                                                   |

Bereichsvorwahlen in Taiwan

Beispielsweise beginnt ein Ferngespräch nach Kaohsiung mit 07 und ein Ferngespräch auf die Matsu-Inseln mit 0836.